# Oscar Martínez
Oscar Martínez (Buenos Aires, Argentina, 23 d'octubre de 1949) és un actor, autor i director de teatre argentí. Va rebre el Premi Konex de Platí en 2001 per la seva trajectòria com a actor de teatre en l'última dècada i en 1991 com a actor de comèdia de cinema i teatre.
Al setembre de 2016, en ocasió de la 73a Mostra Internacional de Cinema de Venècia, va ser guardonat amb la Copa Volpi al Millor Actor per la seva interpretació en la pel·lícula El ciudadano ilustre.
El 23 de novembre de 2017 va ser triat acadèmic de número de l'Academia Argentina de Letras, amb recepció pública celebrada el 6 de juny de 2019. Va escriure diverses obres teatrals Ella en mi cabeza, que va ser publicada, prologada per Santiago Kovadloff, va rebre el premi ACE a la millor comèdia en 2005 i va ser estrenada en diversos països; Días contados, que té pròleg de Carlos Ulanovsky i Pura ficción. També va escriure el llibre Ensayo general. Apuntes sobre el trabajo del actor, que és de caràcter teòric.

## Cinema
| Cinema | Cinema                                                  | Cinema                     | Cinema                 | Cinema                       |
| Any    | Títol                                                   | Personatge                 | País                   | Director                     |
| ------ | ------------------------------------------------------- | -------------------------- | ---------------------- | ---------------------------- |
| 1971   | La gran ruta                                            |                            | Argentina              | Fernando Ayala               |
| 1972   | El profesor tirabombas                                  |                            | Argentina              | Fernando Ayala               |
| 1974   | La tregua                                               | Jaime Santomé              | Argentina              | Sergio Renán                 |
| 1984   | La Rosales                                              | Enzo                       | Argentina              | David Lipszyc                |
| 1984   | Asesinato en el Senado de la Nación                     | Federico Pinedo            | Argentina              | Juan José Jusid              |
| 1985   | Contar hasta diez                                       | Ramón Vallejos             | Argentina              | Oscar Barney Finn            |
| 1985   | La cruz invertida                                       | Padre Carlos Samuel Torres | Argentina              | Mario David                  |
| 1986   | Soy paciente                                            |                            | Argentina              | Rodolfo Corral               |
| 1986   | Expreso a la emboscada                                  | Figueras                   | Argentina - França     | Gilles Béhat                 |
| 1987   | Los dueños del silencio                                 | Teniente Rodríguez         | Argentina              | Carlos Lemos                 |
| 1988   | Tango, Bayle nuestro                                    | Veu en off                 | Argentina              | Jorge Zanada                 |
| 1992   | ¿Dónde estás amor de mi vida que no te puedo encontrar? | Fernández                  | Argentina              | Juan José Jusid              |
| 1995   | No te mueras sin decirme adónde vas                     | Oscar                      | Argentina              | Eliseo Subiela               |
| 1998   | Cómplices                                               | Julio Romero               | Argentina              | Néstor Montalbano            |
| 2001   | Berlin is in Germany                                    | Enrique Cortés             | Alemanya               | Hannes Stöhr                 |
| 2008   | El nido vacío                                           | Leonardo Vindel            | Argentina              | Daniel Burman                |
| 2014   | Relatos salvajes                                        | Mauricio                   | Argentina - Espanya    | Damián Szifron               |
| 2015   | La patota                                               | Fernando                   | Argentina              | Santiago Mitre               |
| 2015   | El espejo de los otros                                  |                            | Argentina              | Marcos Carnevale             |
| 2016   | Kóblic                                                  | Comissari Velarde          | Argentina - Espanya    | Sebastián Borensztein        |
| 2016   | Inseparables                                            | Felipe                     | Argentina              | Marcos Carnevale             |
| 2016   | El ciudadano ilustre                                    | Daniel Mantovani           | Argentina - Espanya    | Mariano Cohn i Gastón Duprat |
| 2017   | Toc Toc                                                 | Federico                   | Espanya                | Vicente Villanueva           |
| 2018   | Las grietas de Jara                                     | Nelson Jara                | Argentina - Espanya    | Nicolás Gil Lavedra          |
| 2019   | La misma sangre                                         | Elías                      | Argentina              | Miguel Cohan                 |
| 2019   | Yo, mi mujer y mi mujer muerta                          | Bernardo                   | Argentina - Espanya    | Santi Amodeo                 |
| 2019   | El cuento de las comadrejas                             | Norberto Imbert            | Argentina              | Juan José Campanella         |
| 2019   | Tu me manques                                           | Jorge                      | Bolívia - Estats Units | Rodrigo Bellott              |
| 2019   | Vivir dos veces                                         | Emilio                     | Espanya                | Maria Ripoll                 |

## Televisió
| Programes | Programes                   | Programes             | Programes  |
| Any       | Títol                       | Rol/Personatge        | Canal      |
| --------- | --------------------------- | --------------------- | ---------- |
| 1969-1971 | Cosa juzgada                |                       | Canal 11   |
| 1974      | Alta comedia                |                       | Canal 9    |
| 1975      | Tu rebelde ternura          | Diego Osorio          | Canal 13   |
| 1980      | El coraje de querer         | Roberto Ledezma       | Canal 9    |
| 1980      | Un día 32 en San Telmo      | Agustín               | Canal 9    |
| 1981      | Tengo calle                 | Piolita               | Canal 9    |
| 1982      | Los siete pecados capitales |                       | TV Pública |
| 1985      | Entre el cielo y la tierra  |                       | TV Pública |
| 1986      | Situación límite            | Director de colegio   | TV Pública |
| 1987      | Ficciones                   |                       | TV Pública |
| 1991      | Atreverse                   |                       | Telefe     |
| 1992-1993 | Luces y sombras             |                       | TV Pública |
| 1994-1995 | Nueve lunas                 | Pedro Laurenti        | Canal 13   |
| 1996      | De poeta y de loco          | Santiago Monti        | Canal 13   |
| 1999      | El hombre                   | José Francisco Maciel | Canal 13   |
| 2000      | El comisario                |                       | Telecinco  |
| 2000      | Tiempo final                | Sergio                | Telefe     |
| 2001      | Ilusiones                   | Félix Figueroa        | Canal 13   |
| 2011      | El Puntero                  | El Dogo Caruso        | Canal 13   |
| 2012      | Condicionados               | Dicky Cocker          | Canal 13   |
| 2014-2015 | Noche y día                 | Guillermo Inchausti   | Canal 13   |

## Teatre
| Obra      | Obra                                  | Obra                    | Obra |
| Any       | Títol                                 | Paper                   |      |
| --------- | ------------------------------------- | ----------------------- | ---- |
| 1970      | El avión negro                        |                         |      |
| 1971      | Cremona                               |                         |      |
| 1976      | Largo viaje hacia la noche            |                         |      |
| 1977      | Casas de vi udos                      | Harry                   |      |
| 1977      | Casamiento entre vivos y muertos      |                         |      |
| 1977-1978 | Mustafá                               |                         |      |
| 1978-1979 | El zoo de cristal                     | Tom                     |      |
| 1981      | El jardín de los cerezos              |                         |      |
| 1981      | Encantada de conocerlo                |                         |      |
| 1982      | La malasangre                         |                         |      |
| 1983      | Amadeus                               | Wolfgang Amadeus Mozart |      |
| 1985      | Yo me bajo en la próxima... ¿Y usted? |                         |      |
| 1986-1988 | El último de los amantes ardientes    |                         |      |
| 1988-1990 | El protagonista                       |                         |      |
| 1991-1992 | Locos de contentos                    |                         |      |
| 1993      | Relaciones peligrosas                 |                         |      |
| 1995      | La noche de la iguana                 |                         |      |
| 1998-2000 | ART                                   |                         |      |
| 2001      | Variaciones enigmáticas               |                         |      |
| 2002-2004 | ART                                   |                         |      |
| 2005-2007 | Ella en mi cabeza                     | Autor y director        |      |
| 2006-2007 | Días contados                         | Autor y director        |      |
| 2008      | Dos menos                             | Director                |      |
| 2009      | Pura ficción                          |                         |      |
| 2010-2011 | El descenso del Monte Morgan          |                         |      |
| 2012      | Todos felices                         | Director                |      |
| 2013      | Amadeus                               | Antonio Salieri         |      |

## Premis i nominacions

### Premis de Cinema
| Premis Còndor de Plata | Premis Còndor de Plata      | Premis Còndor de Plata                                  | Premis Còndor de Plata | Premis Còndor de Plata |
| Any                    | Categoria                   | Treball Nominat                                         | Resultat               | Ref.                   |
| ---------------------- | --------------------------- | ------------------------------------------------------- | ---------------------- | ---------------------- |
| 1985                   | Millor actor de repartiment | Asesinato en el Senado de la Nación                     | Guanyador              |                        |
| 1993                   | Millor actor                | ¿Dónde estás amor de mi vida que no te puedo encontrar? | Nominat                | [ 5 ]                  |
| 2009                   | Millor actor                | El nido vacío                                           | Guanyador              | [ 6 ]                  |
| 2015                   | Millor actor de repartiment | Relatos salvajes                                        | Guanyador              | [ 7 ]                  |
| 2017                   | Millor actor                | El ciudadano ilustre                                    | Guanyador              | [ 8 ]                  |

| Premis Sur | Premis Sur   | Premis Sur           | Premis Sur | Premis Sur |
| Any        | Categoria    | Treball Nominat      | Resultat   | Ref.       |
| ---------- | ------------ | -------------------- | ---------- | ---------- |
| 2008       | Millor actor | El nido vacío        | Guanyador  | [ 9 ]      |
| 2014       | Millor actor | Relatos salvajes     | Guanyador  | [ 10 ]     |
| 2016       | Millor actor | El ciudadano ilustre | Guanyador  | [ 11 ]     |

| Premis Platino | Premis Platino | Premis Platino       | Premis Platino | Premis Platino |
| Any            | Categoria      | Treball Nominat      | Resultat       | Ref.           |
| -------------- | -------------- | -------------------- | -------------- | -------------- |
| 2017           | Millor actor   | El ciudadano ilustre | Guanyador      | [ 12 ]         |

| Mostra Internacional de Cinema de Venècia | Mostra Internacional de Cinema de Venècia | Mostra Internacional de Cinema de Venècia | Mostra Internacional de Cinema de Venècia | Mostra Internacional de Cinema de Venècia |
| Any                                       | Categoria                                 | Treball Nominat                           | Resultat                                  | Ref.                                      |
| ----------------------------------------- | ----------------------------------------- | ----------------------------------------- | ----------------------------------------- | ----------------------------------------- |
| 2016                                      | Millor actor                              | El ciudadano ilustre                      | Guanyador                                 | [ 13 ]                                    |

| Festival Internacional de Cinema de Sant Sebastià | Festival Internacional de Cinema de Sant Sebastià | Festival Internacional de Cinema de Sant Sebastià | Festival Internacional de Cinema de Sant Sebastià | Festival Internacional de Cinema de Sant Sebastià |
| Any                                               | Categoria                                         | Treball Nominat                                   | Resultat                                          | Ref.                                              |
| ------------------------------------------------- | ------------------------------------------------- | ------------------------------------------------- | ------------------------------------------------- | ------------------------------------------------- |
| 2008                                              | Millor actor                                      | El nido vacío                                     | Guanyador                                         | [ 14 ]                                            |

| Festival de Màlaga | Festival de Màlaga          | Festival de Màlaga             | Festival de Màlaga | Festival de Màlaga |
| Any                | Categoria                   | Treball Nominat                | Resultat           | Ref.               |
| ------------------ | --------------------------- | ------------------------------ | ------------------ | ------------------ |
| 2016               | Millor actor de repartiment | Kóblic                         | Guanyador          | [ 15 ]             |
| 2019               | Millor actor                | Yo, mi mujer y mi mujer muerta | Guanyador          | [ 16 ]             |

| Premi Iberoamericà de Cinema Fénix | Premi Iberoamericà de Cinema Fénix | Premi Iberoamericà de Cinema Fénix | Premi Iberoamericà de Cinema Fénix | Premi Iberoamericà de Cinema Fénix |
| Any                                | Categoria                          | Treball Nominat                    | Resultat                           | Ref.                               |
| ---------------------------------- | ---------------------------------- | ---------------------------------- | ---------------------------------- | ---------------------------------- |
| 2017                               | Premi Fénix al millor actor        | El ciudadano ilustre               | Guanyador                          | [ 17 ]                             |

### Premis de Televisió
| Premis Martín Fierro | Premis Martín Fierro  | Premis Martín Fierro | Premis Martín Fierro | Premis Martín Fierro |
| Any                  | Categoria             | Treball Nominat      | Resultat             | Ref.                 |
| -------------------- | --------------------- | -------------------- | -------------------- | -------------------- |
| 1994                 | Millor actor          | Nueve lunas          | Nominat              | [ 18 ]               |
| 1995                 | Millor actor          | Nueve lunas          | Guanyador            | [ 19 ]               |
| 1996                 | Millor actor de drama | De poeta y de loco   | Nominat              | [ 20 ]               |

| Premis Tato | Premis Tato            | Premis Tato     | Premis Tato | Premis Tato |
| Any         | Categoria              | Treball Nominat | Resultat    | Ref.        |
| ----------- | ---------------------- | --------------- | ----------- | ----------- |
| 2012        | Millor actor d'unitari | Condicionados   | Nominat     | [ 21 ]      |